# 宮崎市立檍中学校
宮崎市立檍中学校（みやざきしりつ あおきちゅうがっこう）は、宮崎県宮崎市にある公立中学校。

## 沿革
- 1947年（昭和22年）5月8日 - 仮校舎宮崎青年学校にて開校
- 2018年（平成30年）10月 - 女子生徒用スラックス導入

## 学区
檍中学校の学区については次のとおり。
- 檍小学校通学区域
- 檍北小学校通学区域
- 宮崎港小学校通学区域の一部

## 所在地
- 宮崎県宮崎市吉村町江田原甲265番地

## 著名な出身者
- 七條芳美（柔道家）
- 西岡大輝（サッカー選手）[1]
- 李博（バレーボール選手）